# 494
El 494 (CDXCIV) fou un any comú començat en dissabte del calendari julià.

## Esdeveniments
- Gelasi I delimita el poder de l'església.
- Gelasi I canonitza Sant Jordi.

## Necrològiques
- Sal·lusti I, patriarca de Jerusalem.
- Ais de Provença, França: Basili d'Ais